# Château du Claud
Le château du Claud (ou château du Claux) est un château français implanté sur la commune de Salignac-Eyvigues dans le département de la Dordogne, en région Nouvelle-Aquitaine.
Il est protégé au titre des monuments historiques.

## Présentation
Le château du Claud, ou château du Claux, est situé en Périgord noir, dans le quart sud-est du département de la Dordogne, sur la commune de Salignac-Eyvigues, sur le coteau boisé compris entre les combes de Line au nord et d'Eyvigues au sud.
Il ne se visite pas car il s'agit d'un château privé habité au XXIe siècle par la famille Cortès. Ses bois, terres, et autres domaines lui appartenant sont également privés.

## Historique

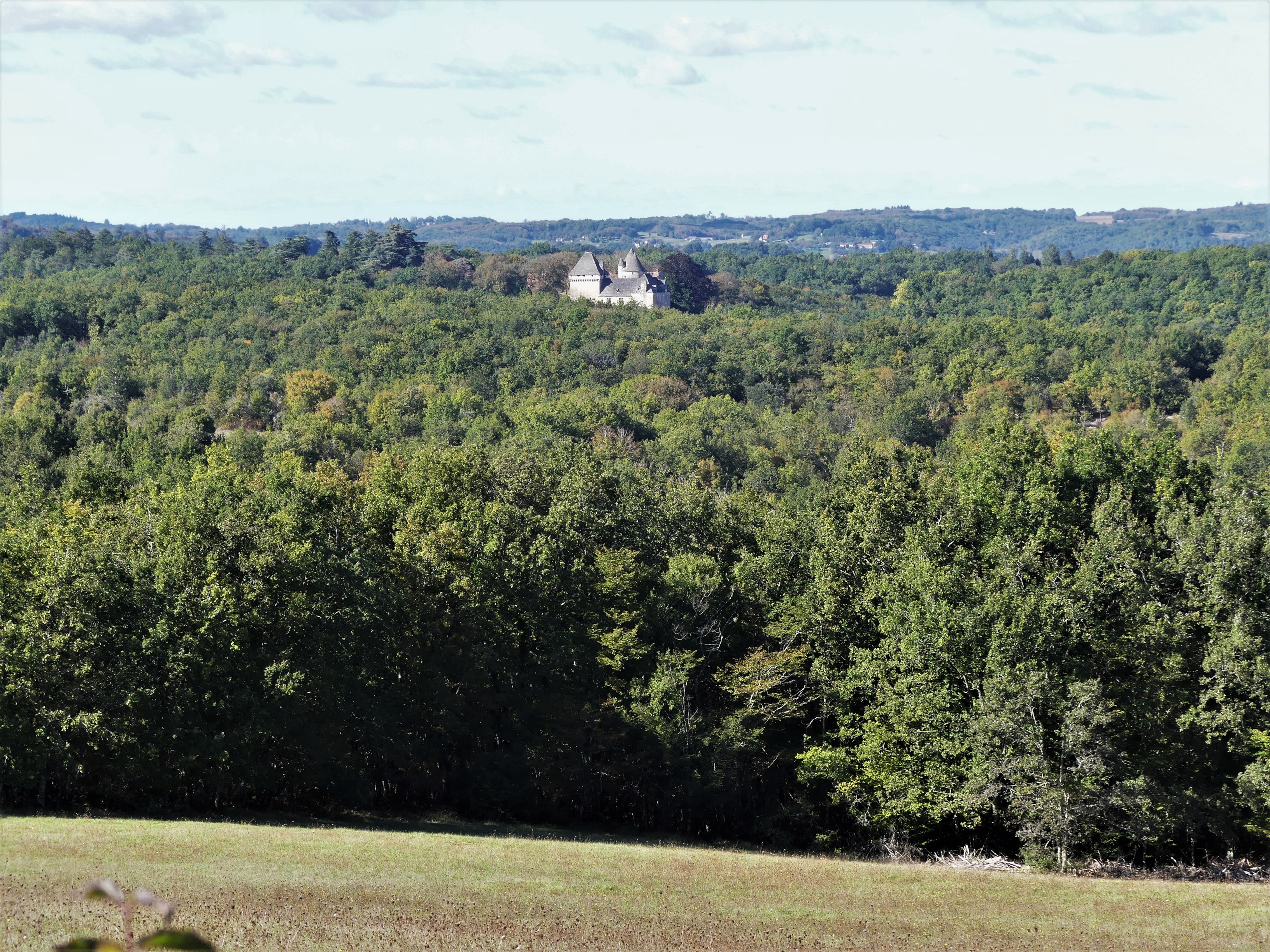
Le château entouré par la forêt.

Le château, un repaire noble, est bâti au XIVe siècle. Après avoir été investi par les Anglais, dont on relève la présence sur place en 1381, il est en ruines au sortir de la guerre de Cent Ans. Il est reconstruit en grande partie à la fin du XVe et au début du XVIe siècle.
À l'ouest, le colombier extérieur est édifié au XVIIe siècle.
En 1756 naît au château Jean Danglars-Bassignac, également appelé Jean d'Anglars, qui participe à la bataille de Valmy, devient général de brigade en 1799 et est réformé en 1800 pour infirmités. Après avoir été maire d'Eyvignes et conseiller général, il meurt au château du Claud en 1836.
En 1760, les châtelains disposent du droit de haute justice sur le bourg voisin d'Eyvignes.
Le château a fait l'objet de protections successives au titre des monuments historiques : d'abord une inscription du château le 22 août 1949, puis un  classement partiel pour ses façades et toitures le 18 décembre 1956, ensuite une nouvelle inscription le 14 décembre 2000 pour l'ensemble du domaine, enfin un classement le 29 mai 2001 pour l'ensemble formé par le château, ainsi que ses sols et bâtis, sur les parcelles cadastrales BD 28 à BD 33.
Le château a été la propriété successive des familles de Salignac, Vigier, Reillac de Montmège, d'Anglars et Beaupuy de Génis.

## Architecture
Le château révèle une architecture atypique : deux ailes, respectivement longues d'environ trente et vingt mètres, forment les côtés sud et est d'un rectangle ; à leur angle interne a été édifiée une tour circulaire d'escalier ; depuis celle-ci, le logis s'étend vers le nord-ouest sur une trentaine de mètres, terminé au nord par une grosse tour ronde, munie d'une poivrière en encorbellement et comportant une chapelle. L'aile sud se termine à l'ouest par le donjon rectangulaire, ceint d'un chemin de ronde et pourvu de mâchicoulis. Un gros colombier circulaire a été édifié à une quarantaine de mètres à l'ouest du donjon.
Intérieurement, certaines pièces dévoilent des plafonds à la française. Une grande salle est ornée de cinq cariatides et arbore une cheminée dont le manteau est sculpté, grandeur nature, de deux biches autour d'un cerf, et dont la frise est décorée de personnages sculptés.